# Morin Dawa Zizhiqi
Morin Dawa Zizhiqi (dagurska chorągiew autonomiczna Morin Dawa; chiń. 莫力达瓦达斡尔族自治旗; pinyin: Mòlìdáwǎ Dáwò’ěrzú Zìzhìqí) – dagurska chorągiew autonomiczna w północno-wschodnich Chinach, w regionie autonomicznym Mongolia Wewnętrzna, w prefekturze miejskiej Hulun Buir. W 1999 roku liczyła 288 124 mieszkańców.